# Tetrastigma trifoliolatum
Tetrastigma trifoliolatum är en vinväxtart som beskrevs av Merrill. Tetrastigma trifoliolatum ingår i släktet Tetrastigma och familjen vinväxter. Inga underarter finns listade i Catalogue of Life.